# Markedsføring
 Der er for få eller ingen kildehenvisninger i denne artikel, hvilket er et problem. Du kan hjælpe ved at angive troværdige kilder til de påstande, som fremføres i artiklen.

Markedsføring er en betegnelse for alle de aktiviteter, en virksomhed kan foretage sig for at fremme afsætningen af en idé, et produkt eller en serviceydelse.
Betegnelsen dækker over produktplanlægning, markedsundersøgelse, produktudvikling, prisfastsættelse, distribution, konkurrentanalyse, reklame, PR, emballage, tryksager, merchandise, kampagner osv.
Der findes mange definitioner på markedsføring, måske fordi den fokuserer på bestemte situationer eller interessenter. Der er begrebsforvirring, fordi markedsføring forveksles med reklame.[kilde mangler] Reklame er blot et af mange led i en markedsføringsproces og anvendes som regel først, når virksomheden har defineret sit produkt og sin målgruppe. Markedsføring beskæftiger sig også med situationer, hvor der endnu ikke eksisterer et produkt og/eller et marked.
Markedsføring trækker på en række fagområder som økonomi, psykologi, sociologi og antropologi. På visse økonomiuddannelser benyttes afsætning som betegnelse for marketing.